# Confrérie de la Conception de Notre Dame
La Confrérie de la Conception de Notre-Dame était un Puy ou Palinod renommé situé à Rouen. C'est une confrérie religieuse, dédiée à la Vierge Marie. Avec le temps, elle devint académie et société littéraire.

## Historique
Elle semble être créée au XIIe siècle, dans l’église Saint-Jean, puis à partir de 1515 au couvent des Carmes de Rouen. La fête de cette confrérie avait lieu soit le 15 août, soit le 8 décembre, et a été appelée communément fête aux Normands.
La tradition veut qu'elle ait été créée en 1072 par Jean de Bayeux, archevêque de Rouen.
En 1486, Pierre Daré, lieutenant-général du bailliage de Rouen et prince de la confrérie cette année, érige la confrérie en académie, et crée des prix pour récompenser les meilleures pièces de poésie, à l'occasion de concours de poésie, en l’honneur de la Vierge Marie.
Elle avait lieu au couvent des Carmes et cesse son activité en 1789, à la Révolution.